# Spiral: From the Book of Saw
Spiral: From the Book of Saw (bra: Espiral - O Legado de Jogos Mortais; prt: Spiral: O Novo Capítulo de Saw) é um filme estadunidense de terror e suspense de 2021 dirigido por Darren Lynn Bousman e escrito por Josh Stolberg e Peter Goldfinger. É um spin-off e a nona edição da série de filmes Jogos Mortais. O filme é estrelado por Chris Rock, Max Minghella, Marisol Nichols e Samuel L. Jackson, e segue os esforços da polícia para parar um assassino imitador de Jigsaw. Os criadores originais da série, James Wan e Leigh Whannell, atuam como produtores executivos ao lado de Rock.
As conversas sobre outra edição de Jogos Mortais começaram após o lançamento de Jogos Mortais: Jigsaw, em 2017, com Chris Rock querendo se ramificar no gênero terror. Os irmãos Spierig, que dirigiram Jigsaw, estavam interessados em voltar para outro filme, mas acabaram desistindo. O projeto foi anunciado oficialmente em maio de 2019, com Rock polindo um roteiro de Stolberg e Goldfinger. O resto do elenco juntou-se em julho, com as filmagens ocorrendo em Toronto até agosto.
Originalmente programado para ser lançado em maio de 2020, Spiral foi adiado devido à pandemia de COVID-19 e foi lançado nos Estados Unidos em 14 de maio de 2021, pela Lionsgate. O filme arrecadou um total de US$ 40,6 milhões contra um orçamento de US$ 20 milhões e recebeu críticas mistas da crítica e recebeu elogios da crítica pela nova direção da franquia, mas ficaram divididos quanto ao fato de ter sido totalmente bem-sucedido em reinventá-la. Em 2023 foi sucedido por uma décima parcela, intitulada Saw X, uma sequência direta de Saw (2004) e prequela de Saw II (2005).

## Enredo
Durante um desfile de 4 de julho, um policial de folga, Det. Marv Boswick, persegue um ladrão por um cano de esgoto. Atacado por trás por uma figura usando uma máscara de porco, Boswick acorda e se encontra suspenso por sua língua em um túnel ativo do metrô e recebe uma escolha por meio de uma mensagem gravada: arrancar sua língua e viver, ou permanecer até o próximo trem chegar, matando ele. Incapaz de escapar da armadilha a tempo, Boswick é atropelado pelo trem e morto. No dia seguinte, o chefe de polícia Angie Garza designa Det. Ezekiel "Zeke" oferece um novo parceiro, o novato idealista William Schenk. Banks e Schenk investigam a morte de Boswick e Banks percebe que isso é semelhante ao já falecido Jigsaw.[carece de fontes?]
Enquanto isso, um detetive de homicídios chamado Fitch - que vários anos antes havia ignorado uma chamada de backup de Banks, resultando em quase ser morto - é sequestrado e colocado em uma armadilha onde deve arrancar seus dedos para evitar eletrocussão em uma bacia de água de enchimento; ele também não consegue escapar e morre. Alguns diretores começam a suspeitar que os bancos podem ser os responsáveis, devido ao seu histórico com a Fitch. Uma caixa então chega à estação, contendo um fantoche de porco e um pedaço da pele tatuada de Schenk dentro. Um pequeno frasco dentro da caixa direciona a polícia para um açougue, que antes era um hobby que Banks e seu pai, o chefe aposentado Marcus Banks, iriam. Ao chegar, a equipe descobre um gravador e um cadáver esfolado, identificado como Schenk. Decidindo rastrear o próprio assassino, Marcus viaja para um armazém, onde é sequestrado. Pouco depois, Garza é sequestrada e colocada em uma armadilha no armazenamento refrigerado da delegacia, onde ela tem que cortar sua medula espinhal com uma lâmina para impedir que a cera quente escorra de um cachimbo para seu rosto; ela consegue cortar com sucesso sua coluna, mas morre de seus ferimentos, com seu corpo encontrado por Banks.[carece de fontes?]
Enquanto perseguia uma pista, Banks é capturado e acorda no armazém, algemado a um cano com uma serra nas proximidades. Ele pensa em serrar o braço, mas consegue escapar usando um grampo solto. Ele então descobre Pete, seu ex-parceiro que foi demitido quando Banks expôs um assassinato que ele cometeu, acorrentado no lugar. À sua frente está uma grande máquina de esmagamento de vidro, que foi modificada para lançar estilhaços contra ele em alta velocidade; um gravador explica que Banks pode escolher entre libertá-lo ou deixá-lo morrer. Embora Banks tente salvar Pete, ele morre devido à perda de sangue. Movendo-se para outra sala, Banks então encontra Schenk, que revelou ter fingido sua morte usando o cadáver esfolado do ladrão que atraiu Boswick para os túneis, e sempre foi o imitador. Ele explica que a pessoa que Pete assassinou era o pai de Schenk, que foi baleado porque concordou em testemunhar contra um policial sujo. Ele também revela que Marcus, durante seu tempo como chefe, protegeu deliberadamente oficiais corruptos (incluindo Garza) a fim de "limpar" as ruas do crime com mais eficiência.[carece de fontes?]
Acreditando que Banks pode ser um aliado, Schenk o apresenta com um teste final, revelando Marcus contido no ar e lentamente drenado de sangue. Schenk liga para o 911 e afirma que ele é um civil sendo perseguido por um atirador, resultando no despachante enviando uma equipe da SWAT para seu local. Ele entrega a Banks um revólver com uma única bala e oferece a ele a escolha de usar a última bala para atirar em um alvo que salvará Marcus, mas permitirá que Schenk escape, ou matar Schenk e deixar seu pai sangrar até a morte. Banks decide atirar no alvo para salvar Marcus, fazendo com que suas restrições se afrouxem e o derrubando no chão, e então começa a lutar contra Schenk. Pouco depois, a equipe da SWAT chega e inadvertidamente aciona um arame, fazendo com que as restrições de Marcus o puxem para cima novamente. Uma arma é revelada fixada em seu braço, e quando as restrições a puxam para cima, a equipe da SWAT o confunde com um atirador e o mata. Banks grita de angústia quando Schenk escapa.[carece de fontes?]

## Elenco
- Chris Rock como Det. Ezekiel "Zeke" Banks[carece de fontes?]
- Max Minghella como Det. William Schenk[7]
- Marisol Nichols como capitão. Angie Garza[carece de fontes?]
- Samuel L. Jackson como Marcus Banks[carece de fontes?]
- Zoie Palmer como Kara Boswick[8][9]
- Genelle Williams como Lisa Banks[carece de fontes?]
- Richard Zeppieri como Det. Fitch[carece de fontes?]
- Dan Petronijevic como Det. Marv Boswick[carece de fontes?]

Tobin Bell, que interpretou John Kramer / Jigsaw em todos os filmes anteriores de Saw, não retorna no filme, tornando Spiral o primeiro filme da franquia que não apresenta Bell fisicamente ou o personagem Jigsaw na tela além das fotos. Bousman explicou que o assassino do filme é um "imitador de Jigsaw", não o Jigsaw original, declarando sua intenção de não reformular Bell no papel icônico. Bell manifestou interesse em voltar como Jigsaw se a história investigasse as origens de Billy the Puppet .

## Produção

### Desenvolvimento
De acordo com Chris Rock, as origens do Spiral vieram de um encontro casual com o vice-presidente da Lionsgate, Michael Burns, no casamento de um amigo no Brasil, e ele sentiu que fazer algo no gênero terror seria um novo caminho a seguir em sua carreira, embora planejasse incluir alguns elementos cômicos no filme. Rock abordou a Lionsgate com suas idéias de estender a franquia, que ficou muito interessada no conceito. O CEO da Lionsgate, Joe Drake, disse que a ideia de Rock era "completamente reverente ao legado do material enquanto revigorava a marca com sua inteligência, visão criativa e paixão por esta franquia clássica de terror". Em janeiro de 2018, rumores da indústria diziam que a Lionsgate havia começado as discussões sobre um nono filme Saw, para o qual os irmãos Spierig não voltariam. Os diretores confirmaram em entrevista à Screen Rant que seu filme lançou as bases para sequências futuras. Em abril de 2018, a Twisted Pictures estava desenvolvendo uma sequência com os escritores de Jigsaw Josh Stolberg e Peter Goldfinger. Uma das primeiras iterações do roteiro tinha o personagem de Rock relacionado ao David Tapp de Danny Glover do primeiro filme . Stolberg e Goldfinger optaram por não ir nessa direção porque "não passou no teste do cheiro". Em maio de 2021, Bousman comentou que houve discussões sobre a possibilidade de trazer Costas Mandylor de volta como Mark Hoffman em um filme futuro.

### Pré-produção
Em 16 de maio de 2019, o filme entrou oficialmente em pré-produção .  O ex-diretor da série Darren Lynn Bousman voltou a dirigir o filme, junto com os veteranos da série Mark Burg e Oren Koules como produtores. Rock se envolveu como produtor executivo, além de escrever o tratamento da história. Os criadores originais do Saw James Wan e Leigh Whannell, junto com Daniel Heffner, juntaram-se a Rock como produtores executivos. Stolberg e Goldfinger foram confirmados como roteiristas.  Com o anúncio, Rock afirmou: "Sou fã de Jogos Mortais desde o primeiro filme em 2004. Estou animado com a oportunidade de levar isso para um novo lugar realmente intenso e distorcido. " Burg e Koules disseram que o tratamento que Rock dispensou a Saw foi comparável ao que Eddie Murphy fez por filmes policiais em 48 horas., dando à série Saw uma "perspectiva completamente nova".  Da mesma forma, Bousman afirmou que, em comparação com entradas anteriores, Spiral incluía menos violência e sangue coagulado, expressando a convicção de que sangue e violência eram o truque para ele quando ele começou a trabalhar nos filmes Saw, mas que ambos os elementos agora servem para a história, que se concentra mais no caráter, tensão e medo. Como o assassino do filme é um imitador de Jigsaw que se diferencia do original, foi decidido substituir Billy the Puppet por um novo fantoche, pois Bousman sentiu que se o Jigsaw original fosse substituído, o fantoche original deveria ir e ser substituído por um novo então o novo assassino não pode ser comparado. Stolberg também confirmou que a nona parcela existiria no mesmo cânone que os oito filmes anteriores, e não seria um reboot ou uma sequência direta de Jigsaw.

### Filmado
Em 8 de julho de 2019, a fotografia principal começou em Toronto, Ontário, sob o título provisório de The Organ Donor, com o diretor de fotografia Jordan Oram. Rock, Samuel L. Jackson, Max Minghella e Marisol Nichols foram anunciados para estrelar o filme. O CEO da Lionsgate, Joe Drake, declarou: "Achamos que Samuel L. Jackson e Chris Rock, juntamente com Max Minghella e Marisol Nichols, tornam este filme completamente especial no cânone Saw e mal podemos esperar para revelar esta nova história inesperada e sinistra para os fãs deste franquia. Este é o próximo nível de Serra em inclinação total ". De acordo com Bousman, uma cena com uma armadilha teve que ser cortada do filme por ser "muito distorcida". Em 28 de agosto de 2019, as filmagens terminaram oficialmente. Durante a pós-produção, a edição foi concluída por Dev Singh.

## Lançamento

### Sobre o lançamento
Spiral foi lançado nos Estados Unidos em 14 de maio de 2021, pela Lionsgate. O filme foi originalmente programado para ser lançado em 23 de outubro de 2020, mas foi adiado para 15 de maio de 2020. Como resultado da pandemia de COVID-19, o lançamento do filme foi adiado para 21 de maio de 2021, ocupando o lugar previamente agendado para John Wick: Chapter 4. Posteriormente, foi adiado para 14 de maio de 2021, quando os cinemas começaram a reabrir. De acordo com Bousman, o filme recebeu uma classificação NC-17 da Motion Picture Association 11 vezes antes de finalmente cortar cenas suficientes para obter uma classificação R.

### Marketing
O filme era conhecido pelo título provisório de The Organ Donor, até que o nome Spiral vazou para a imprensa em 22 de janeiro de 2020, junto com a Mongrel Media como distribuidora canadense. O primeiro teaser pôster e trailer, lançado em 5 de fevereiro de 2020, confirmou Spiral como o título do filme.

### Trilha sonora
O EP da trilha sonora de The Spiral foi criado pelo rapper 21 Savage. Foi lançado no mesmo dia do filme em 14 de maio de 2021. Conta com participações especiais do primo de 21 Savage, Young Nudy, Real Recognize Rio, 21 Lil Harold, SG Tip, Millie Go Lightly, Gunna e Young Thug. Foi produzido por Kid Hazel, OZ, Turbo e Taurus. A faixa de abertura e título do EP foi lançada como single principal junto com seu videoclipe oficial em 30 de abril de 2021 .

### Mídia doméstica
Spiral foi lançado em PVOD em 1º de junho de 2021 nos Estados Unidos e Canadá. O filme foi transmitido pela Starz a partir de 8 de outubro de 2021, nos Estados Unidos. Em 13 de julho de 2021, foram lançados o 4K Ultra HD, Blu-ray e DVD. O filme arrecadou US$ 4,4 milhões em vendas de casas.

## Recepção

### Bilheteria
O filme arrecadou um total de  14,6 milhões US mundialmente, sendo 11,3 milhões nos Estados unidos com o Canadá, e os outros 3,3 milhões em outras partes do mundo.
Nos Estados Unidos e Canadá, Spiral foi lançado junto com Aqueles que me desejam a morte, Perfil e Encontrando você, e foi projetado para arrecadar US $ 10-15 milhões em seu fim de semana de estreia.  O filme arrecadou US $ 3,7 milhões no primeiro dia (incluindo US $ 750.000 nas prévias de quinta-feira à noite), reduzindo as projeções para US $ 9 milhões. Ele estreou para US $ 8,7 milhões, liderando a bilheteria (a sexta vez na série), mas marcando o menor fim de semana de abertura da franquia. Os públicos-alvo relatados eram 56% do sexo masculino, 58% com mais de 25 anos e 75% com menos de 35 anos, com comentários positivos aparecendo com mais frequência na costa leste dos Estados Unidos.

### Crítica
Os críticos elogiaram as ' "tentativas de Spiral de mudar a fórmula da franquia", mas disseram que "no final das contas não deu a Saw o grande impulso de que precisava para recuperar a relevância". Na revisão agregador site Rotten Tomatoes, 37% dos comentários 181 críticos são positivos, com uma classificação média de 5,1 / 10. O consenso crítico do site diz " Espiral - O Legado de Jogos Mortais sugere uma nova direção interessante para a franquia Saw, mesmo que a soma sangrenta seja menor do que suas partes." O público entrevistado pelo CinemaScore deu ao filme uma nota média de "B–" em uma escala de A + a F, enquanto o PostTrak relatou que 63% dos membros do público deram uma nota positiva, com 43% dizendo que definitivamente o recomendariam.
Em sua crítica para a Variety, Owen Gleiberman escreveu que o filme "tem uma ou duas reviravoltas inesperadas, mas considerando que [...] é um thriller atrelado à questão da imoralidade policial, o filme confronta esse tema de uma forma estranhamente não-tópica, quase extravagante forma genérica. " William Bibbiani do TheWrap escreveu: "O roteiro captura o tom do filme policial grisalho e desenha alguns personagens memoráveis, mas o enredo é mecânico, o mistério é frustrantemente previsível e as mortes imaginativas são menos imaginativas do que nunca. A Spiral sacrifica o valor do entretenimento pela respeitabilidade e, no processo, também não alcança nada."
Lovia Gyarkye, Do The Hollywood Reporter, considerou Spiral "um thriller de detetive legitimamente assustador, embora de ritmo irregular", ao mesmo tempo que criticava seu roteiro por não transmitir as "tensões potenciais" entre a relação pai e filho de seus personagens principais. O San Francisco Chronicle ' Mick LaSalle deu louvor ao agir e 's "premissa simples, mas atraente", mas também deu declarações à voz do assassino misterioso, que ele disse soou como Caco, o Sapo, e disse que "para este público real do filme, os gritos e o sangue coagulado não são coisas para serem suportadas. Eles são realmente o apelo."
Benjamin Lee, do The Guardian, deu ao filme uma estrela em cinco e criticou seu final, escrevendo que sentiu que foi "apressado e meia-boca" e "estupidamente escrito e o pior de tudo cada vez mais enfadonho", terminando sua crítica dizendo "Jogo sobre." Brian Tallerico, em sua crítica de uma estrela e meia para RogerEbert.com, fez comentários negativos sobre o tom do filme e a direção de Darren Lynn Bousman, que ele disse que o desapontou devido aos elogios ao elenco, chamando-o de "totalmente ilegível "por sua falta de tensão, história e progressão na trama. Do The New York Times, Lena Wilson elogiou a cena de abertura, mas descobriu que era a única parte boa do filme, resumindo-a ao escrever que "a premissa é dissimulada na melhor das hipóteses e [...] instigadora do medo na pior. Como Jigsaw oferecendo um de seus enigmas fáceis, este filme não é tão inteligente quanto pensa que é."

## Futuro
Em abril de 2021, um filme sequencial, intitulado Saw X, foi confirmado para estar em desenvolvimento com a Twisted Pictures. No entanto, Bousman afirmou que foi um anúncio prematuro que surpreendeu a ele e aos produtores do filme. Ele disse: "Só porque fizemos Spiral não significa que jogos mortais deixou de existir. Só porque Spiral está aqui, isso não significa que não haverá um jogos mortais IX. Este não é o nono filme da franquia. Pode haver facilmente um jogos mortais IX que segue Jigsaw. Acho que eles estão esperando para ver como será [Spiral] e como o público responderá para determinar o que acontecerá a seguir." Josh Stolberg confirmou que o roteiro foi concluído em dezembro do mesmo ano. Em julho de 2023, um décimo filme da franquia foi confirmado para ser lançado em 29 de setembro de 2023, com Kevin Greutert na direção. Em outubro de 2022, Tobin Bell foi escalado para reprisar o papel de John Kramer / Jigsaw no filme.

### Séries de televisão
Em uma entrevista de abril de 2021 para o Deadline Hollywood, o presidente da Lionsgate Television, Kevin Beggs, anunciou que a Lionsgate TV estaria em negociações iniciais para desenvolver uma série de televisão baseada em Spiral, ao lado das produções Twisted Television de Mark Burg e Oren Koules.